# Coupe des villes de foires 1958-1960
Navigation
Édition précédente Édition suivante
La Coupe des villes de foires 1958-1960 est la deuxième édition de la Coupe des villes de foires. 
Comme lors de l'édition inaugurale, la compétition est réservée aux villes accueillant une foire internationale, et chaque équipe rassemble donc les meilleurs joueurs de chacune des seize villes participantes. Afin de ne pas perturber le calendrier des championnats nationaux, ni celui des foires, la compétition va à nouveau s'étaler (sur près de deux ans cette fois). Le déroulement de la compétition change pour passer à une formule par matchs à élimination directe, jusqu'en finale, en rencontres aller-retour.
C'est le tenant du titre, le FC Barcelone qui remporte à nouveau la compétition en s'imposant en finale, encore une fois face à un club anglais, Birmingham City FC. À noter que pour la seule et unique fois dans l'histoire des compétitions européennes, un club participe simultanément à deux compétitions : en effet, le FC Barcelone défend son titre en Coupe des villes de foires mais participe également à la Coupe des clubs champions européens 1959-1960, après avoir remporté la Liga en 1959. Si le Barça parvient à conserver son titre en Coupe des villes de foires, il chute en revanche en Coupe des champions en demi-finale, face au grand favori, le Real Madrid. La situation va se reproduire la saison prochaine, à la suite d'un nouveau doublé Liga-Coupe des villes de foires du Barça.
Un club belge (l'Union Saint-Gilloise) et un club français (l'Olympique lyonnais) prennent part pour la première fois à la compétition, au contraire de l'Autriche, qui n'aligne pas d'équipe cette fois.

## Huitièmes de finale
| Équipe 1             | Résultat | Équipe 2           | Aller | Retour |
| -------------------- | -------- | ------------------ | ----- | ------ |
| Union Saint-Gilloise | 6 - 2    | Leipzig XI         | 6 - 1 | 0 - 1  |
| Hanovre 96           | 2 - 4    | AS Rome            | 1 - 3 | 1 - 1  |
| Zagreb XI            | 4 - 3    | Újpest Dózsa       | 4 - 2 | 0 - 1  |
| Cologne XI           | 2 - 4    | Birmingham City    | 2 - 2 | 0 - 2  |
| Bâle XI              | 3 - 7    | FC BarceloneT      | 1 - 2 | 2 - 5  |
| Inter Milan          | 8 - 1    | Olympique lyonnais | 7 - 0 | 1 - 1  |
| Copenhague XI        | 2 - 7    | Chelsea FC         | 1 - 3 | 1 - 4  |
| Belgrade XI          | 11 - 4   | FC Lausanne-Sports | 6 - 1 | 5 - 3  |

## Quarts de finale
| Équipe 1             | Résultat | Équipe 2    | Aller | Retour |
| -------------------- | -------- | ----------- | ----- | ------ |
| Union Saint-Gilloise | 3 - 1    | AS Rome     | 2 - 0 | 1 - 1  |
| Birmingham City      | 4 - 3    | Zagreb XI   | 1 - 0 | 3 - 3  |
| FC BarceloneT        | 8 - 2    | Inter Milan | 4 - 0 | 4 - 2  |
| Chelsea FC           | 2 - 4    | Belgrade XI | 1 - 0 | 1 - 4  |

## Demi-finales
| Équipe 1             | Résultat | Équipe 2        | Aller | Retour |
| -------------------- | -------- | --------------- | ----- | ------ |
| Union Saint-Gilloise | 4 - 8    | Birmingham City | 2 - 4 | 2 - 4  |
| Belgrade XI          | 2 - 4    | FC BarceloneT   | 1 - 1 | 1 - 3  |

## Finale
| Équipe 1        | Résultat | Équipe 2      | Aller | Retour |
| --------------- | -------- | ------------- | ----- | ------ |
| Birmingham City | 1 - 4    | FC BarceloneT | 0 - 0 | 1 - 4  |

| Finale aller | Birmingham City | 0 – 0 | FC Barcelone | St Andrew's, Birmingham                            |                                                    |
| 29 mars 1960 |                 |       |              | Spectateurs : 40 524 Arbitrage : Lucien van Nuffel | Spectateurs : 40 524 Arbitrage : Lucien van Nuffel |

| Finale retour | FC Barcelone                            | 4 – 1 | Birmingham City | Camp Nou, Barcelone                                |                                                    |
| 4 mai 1960    | Martínez 3e · Czibor 6e, 48e · Coll 78e |       | Hooper 82e      | Spectateurs : 70 000 Arbitrage : Lucien van Nuffel | Spectateurs : 70 000 Arbitrage : Lucien van Nuffel |

## Meilleurs buteurs
6 buts :
- Bora Kostić - Belgrade XI

5 buts :
- Edwing Firmani - Inter Milan
- Harry Hooper - Birmingham City
- Bernard Larkin - Birmingham City